# The Human Factor (1975)
The Human Factor is een Britse thriller uit 1975 onder regie van Edward Dmytryk.

## Verhaal
John Kinsdale werkt in Napels als programmeur voor de NAVO. Hij gebruikt zijn kennis van informatica om de moordenaars van zijn gezin op te sporen. Zo komt hij op het spoor van een gewetenloze terreurbeweging.

## Rolverdeling
| Acteur             | Personage        |
| ------------------ | ---------------- |
| George Kennedy     | John Kinsdale    |
| John Mills         | Mike McAllister  |
| Raf Vallone        | Dr. Lupo         |
| Barry Sullivan     | Edmonds          |
| Rita Tushingham    | Janice           |
| Shane Rimmer       | CIA-agent        |
| Thomas Hunter      | Taylor           |
| Frank Avianca      | Kamal            |
| Haydée Politoff    | Pidgeon          |
| Arthur Franz       | Generaal Fuller  |
| Fiamma Verges      | Ann Kinsdale     |
| Danny Huston       | Mark Kinsdale    |
| Richard Harrison   | Jeffrey Kinsdale |
| Hillary Lief       | Linda Kinsdale   |
| Michael Mandeville | Phillips         |